# ستيف بلاتر
ستيف بلاتر (بالإنجليزية: Steve Plater)‏ مواليد 22 أغسطس 1972 في لوتن، هو متسابق دراجات نارية إنجليزي فاز بكأس جزيرة مان السياحية. نافس في بطولة العالم للسوبربايك وبطولة العالم للسوبرسبورت.

## البطولات
- كأس جزيرة مان السياحية 2008
- كأس جزيرة مان السياحية 2009

## روابط خارجية
- ستيف بلاتر على موقع WorldSBK.com (الإنجليزية)